# Selecció de parentiu
La selecció de parentiu o selecció familiar es refereix als canvis en les freqüències genètiques a través de les generacions que són causats, almenys en part, a interaccions entre individus emparentats. Certament, alguns casos d'evolució per selecció natural només es poden entendre si es considera com influeixen els parents biològics en la seva aptitud. Amb el terme selecció natural, un gen que codifiqui un caràcter que millori l'aptitud dels individus hauria d'augmentar de freqüència en la població; i al revés, un gen que disminueixi l'aptitud individual dels seus portadors hauria de ser eliminat. No obstant això, un gen que provoqui un augment de l'aptitud dels parents però disminueixi l'aptitud de l'individu que porta el gen pot, malgrat això, augmentar de freqüència, perquè els parents solen portar els mateixos gens. La millora en l'aptitud dels parents pot, de vegades, compensar la pèrdua d'aptitud que sofreixen els individus que mostren el caràcter.
Alguns animals duen a terme accions que augmenten l'aptitud biològica d'altres animals, fins i tot a costa de disminuir la seva pròpia aptitud o fins i tot la seva pròpia vida. Aquest tipus d'accions es denominen altruistes, i van constituir un dels problemes de la teoria de la selecció natural, estudiat fins i tot per Darwin. El problema dels actes altruistes és que els gens que els determinen no poden augmentar en freqüència en la població, a causa de la disminució de l'aptitud de l'individu que els realitza. Aquesta paradoxa es va resoldre quan es va tenir en compte el grau de parentiu entre l'individu altruista i el que rep el benefici de la seva acció. Va néixer així el concepte de selecció familiar, i s'ha comprovat que és aplicable a diversos organismes, tals com els insectes socials i alguns mamífers.
Per comprendre millor la selecció de parentiu, convé introduir el concepte d'aptitud inclusiva, que implica que l'aptitud d'un individu no depèn només de si mateix sinó també de l'aptitud dels seus familiars, mentre aquests comparteixin amb ell una elevada proporció dels seus gens.

## Regla de Hamilton
Formalment, tals gens augmentarien de freqüència quan:
{\displaystyle R*B>C}
on:
R = el parentiu genètic entre el Receptor i el donant, normalment definit com la probabilitat que un gen triat aleatòriament en el mateix locus en tots dos individus sigui idèntic per descendència.
B = el Benefici reproductiu addicional rebut pel receptor de l'acte "altruista".
C = el Cost reproductiu que sofreix el donant.
Aquesta equació es coneix com la regla d'Hamilton en honor de William Donald Hamilton, que va publicar l'any 1964 el primer estudi quantitatiu de la selecció de parentiu per explicar l'evolució dels actes aparentment altruistes. No obstant això, la frase selecció de parentiu va ser encunyada per John Maynard Smith.
La senzilla equació anterior explica per què ha evolucionat un comportament com el de l'abella obrera, que pot arribar a donar la seva vida pel rusc. Si amb això salva a dos o més de les seves germanes destinades a ser reines, i que seran les qui transmetran els gens de l'obrera morta, haurà posat fora de perill una elevada proporció dels seus propis gens, ja que el coeficient de parentiu entre germanes en els ruscs amb una sola reina és 3/4.
En altres animals, inclosos nosaltres mateixos, també és aplicable la selecció familiar. Per exemple, en els esquirols, davant la presència d'un possible depredador, certs individus emeten sons que tenen com a finalitat advertir de la presència del depredador a la resta d'individus i, com a conseqüència, atraure el depredador cap a la seva posició alliberant així la resta dels seus congèneres. S'ha comprovat que existeix un alt grau de parentiu entre els individus d'aquestes poblacions.
Tècnicament, la definició correcta del parentiu (R) en la regla de Hamilton es descriu com una mesurada regressió. Les regressions, al contrari que les probabilitats, poden ser negatives, i per punt és possible que els individus estiguin emparentats negativament, la qual cosa significa que dos individus poden ser menys semblants genèticament que dos individus triats aleatòriament, de mitjana. S'ha al·ludit a això com a explicació de l'evolució en comportaments que produeixen perjudici tant al destinatari com al donant.
Durant els anys 30 J.B.S. Haldane tenia una comprensió de les quantitats bàsiques i les consideracions que tenen un paper en la selecció de parentiu. La seva frase "Donaria la meva vida per dos germans o vuit cosins" es va fer famosa. L'altruisme de parentiu és el terme per al comportament altruista l'evolució del qual s'ha produït per selecció de parentiu.
El comentari de Haldane al·ludia al fet que si un individu perd la seva vida per salvar dos germans, quatre nebots, o vuit cosins, és un "bon negoci" en termes evolutius, ja que els germans són idèntics en un 50 % per descendència, els nebots un 25 % i els cosins un 12,5 %. Però Haldane també va bromejar dient que moriria realment només per salvar més d'un bessó idèntic o més de dos germans.